# Leszczyn (Ukraina)
Leszczyn – wieś na Ukrainie w rejonie stryjskim (do 2020 roku w rejonie żydaczowskim) należącym do obwodu lwowskiego. 

## Położenie
Na podstawie Słownika geograficznego Królestwa Polskiego i innych krajów słowiańskich: Leszczyn to wieś w powiecie bóbreckim, 18 km na południowy wschód od Bóbrki, 9 km na północ od sądu powiatowego w Chodorowie.